# Ное Зейферт
Ное Зейферт (нар. 28 жовтня 1998— Цофінген, Швейцарія)— швейцарський гімнаст. Бронзовий призер чемпіонату Європи.

## Біографія
Народився в Цофінгені, Швейцарія, дитинство провів в Зевелені.

## Кар'єра
Батьки відвели на секцію спортивної гімнастики у 2003 році.
Тренується у дворазового учасника Олімпійських ігор швейцарця Клаудіо Капеллі (вільні вправи, кінь, опорний стрибок) та француза Себастьяна Даррігейда (кільця, паралельні бруси, поперечина).

#### 2023
На чемпіонаті світу в Антверпені, Бельгія, разом з товаришами по збірній в командній першості посів високе п'яте місце, що стало найкращим за 69 років результатом збірної Швейцарії та принесло командну олімпійську ліцензію на Ігри 2024 року в Парижі. В фіналі багатоборства з сумою 82,431 бала посів восьме місце, що стало кращим місцем в команді з 1950 року.

#### 2024
На чемпіонаті Європи в Ріміні, Італія, здобув першу в кар'єрі медаль континентальної першості, посівши третє місце в фіналі вправи на паралельних брусах.

## Результати на турнірах
| Рік  | Змагання         | КБ | ІБ | Вільні вправи | Кінь | Кільця | Опорний стрибок | Паралельні бруси | Перекладина |
| ---- | ---------------- | -- | -- | ------------- | ---- | ------ | --------------- | ---------------- | ----------- |
| 2022 | Чемпіонат Європи |    | 5  |               |      |        |                 |                  | 5           |
| 2022 | Чемпіонат світу  | 20 |    |               |      |        |                 |                  |             |
| 2023 | Чемпіонат Європи | 4  | 5  | 8             |      |        |                 | 7                |             |
| 2023 | Чемпіонат світу  | 5  | 8  |               |      |        |                 |                  |             |
| 2024 | Чемпіонат Європи |    |    |               |      |        |                 | 3                | 4           |